# Elodia morio
Elodia morio là một loài ruồi trong họ Tachinidae.